# کریستین ویلسون
کریستین ویلسون (به انگلیسی: Kristen Wilson) (زاده ۴ سپتامبر ۱۹۶۹) بازیگر آمریکایی است.
از فیلم‌های معروف او می‌توان به بازی در فیلم های سربلند، دکتر دولیتل، دکتر دولیتل ۲، سرزمین اژدها، ضدگلوله اشاره کرد.